# Angiolini (famiglia)
La famiglia Angiolini fu una nobile famiglia milanese.

## Storia
Originaria di Bergamo, la famiglia Angiolini si trasferì a Milano con Cristoforo, il quale si portò nella capitale lombarda per aprire un'attività di commercio che lo arricchì notevolmente, sposandosi per ben tre volte.
Il figlio primogenito di Cristoforo, Girolamo, divenne questore del magistrato straordinario del ducato di Milano ed acquistò il feudo di Cerro, ottenendo il titolo di marchese nel 1712. Non avendo questi avuto eredi maschi, la sua eredità venne raccolta dalla sorella Teresa, la quale aveva sposato l'agente di casa Trivulzio, Giovanni Battista Rozza, dal quale ebbe due figlie, Anna e Teresa. La seconda sposò il marchese Giuseppe Araciel, il quale poté riscattò presso la Regia Camera il feudo e i titoli dello zio della moglie, incamerandoli tra i beni della sua casata.